# Chocolate Starfish and the Hotdog Flavored Water
Chocolate Starfish And The Hotdog Flavored Water, Limp Bizkits tredje studioalbum, släppt 17 oktober 2000. Albumet är gruppens största försäljningsframgång med tolv miljoner sålda exemplar, varav 6,3 miljoner enbart i USA (6x Platinum). Singeln Take a Look Around var ledmotivet i filmen Mission: Impossible 2.

## Låtlista
All låtar är skrivna av Limp Bizkit om inget annat nämns.
1. "Intro" - 1:18
2. "Hot Dog" - 3:50
3. "My Generation" (Borland/Durst/Otto/Rivers) - 3:41
4. "Full Nelson" - 4:07
5. "My Way" - 4:32
6. "Rollin' (Air Raid Vehicle)" - 3:33
7. "Livin' It Up" - 4:24
8. "The One" - 5:43
9. "Getcha Groove On" - 4:29
10. "Take a Look Around" - 5:21
11. "I'll Be OK" - 5:06
12. "Boiler" - 7:00
13. "Hold On" - 5:47
14. "Rollin' (Urban Assault Vehicle)" - 6:22
15. "Outro" - 9:49
16. - 4:31